# The Black Seeds
The Black Seeds est un groupe de reggae néo-zélandais, formé en 1998 et originaire de Wellington.
Le groupe mélange dub, ragga roots reggae, big beat, afro pop et funk.
The Black Seeds est souvent considéré comme l'un des groupes de reggae néo-zélandais ayant le mieux percé aux-delà de ses frontières, avec Fat Freddy's Drop.
En 2022, le groupe compte six albums : Keeping on Pushing (2001), Pushed (2002), On The Sun (2004), Into The Dojo (2006), Solid Ground (2008), et Dust and dirt (2012).

## Membres
- Barnaby Weir – Voix & Guitare
- Daniel Weetman – Voix & Percussions
- Mike Fabulous – Guitare & Percussions
- Nigel Patterson – Clavier
- Jarney T. Murphy – Batterie
- Tim Jaray – Basse
- Jabin Ward – Saxophone
- Andrew Christiansen – Trompette

## Historique
Formé en 1998 à Wellington, le groupe compte alors huit membres. Côté instruments, outre la voix, les Black Seeds ont recours à de la guitare, du saxophone, de la trompette, de la basse, une batterie, des bongos, un clavier et des wood-blocks.
Leur premier album Keep on Pushing, sort sur le label néo-zélandais Loop records en 2001. L’album, disque d’or sort en Australie, Belgique, Suisse et France chez Productions spéciales.
Le second studio album en 2004, On the Sun, incorpore une nouvelle sonorité funk, soul au son dub reggae du groupe. L’album est No.3 des charts albums (double platinum) en Nouvelle-Zélande. Le single So True devient une des chansons les plus populaires et les plus demandées en radio et à la télévision néo-zélandaise. 
Le 3e album Into the dojo sort en Nouvelle-Zélande fin 2006 et reste cinq semaines No 1 des albums charts et est double album de Platine. Pour la première fois, l’écriture des morceaux a été réalisée par tout le groupe, et Daniel Weetman rejoint Barnaby Weir au chant. Into the Dojo voit le jour après une année de création intensive. En 2007 The Black Seeds signe avec le label Européen Sonar Kollectiv et Rough Trade pour la sortie de cet album en Europe. Le morceau "One By One", mâtiné de rocksteady, contribue à asseoir une notoriété internationale à la suite de son utilisation dans la série télévisée Breaking Bad. 
En 2011 le magazine Rolling Stones décrit The Black Seeds comme étant "le meilleur groupe actuel de reggae au monde". ("The Best Reggae band in the world right now")
En 2017 sort Fabric.

## Discographie
- Keep On Pushing L.P (2001)
- Pushed (2002)
- On The Sun (2004)
- Into The Dojo (2006)
- Solid Ground (2008)
- Dust & Dirt (2012)
- Fabric (2017)
- Love and Fire (2022)